# Garhi Fateh Khan
Garhi Fateh Khan (em panjabi: ਗੜੀ ਫਤਿਹ ਖਾਂ) é uma aldeia localizada no distrito de Shaheed Bhagat Singh Nagar, no estado de Punjab, na Índia. Está localizado a 3,7 (2,3 mi) quilômetros de Langroya, 13,4 (8,3 mi) quilômetros da cidade de Nawanshahr, 13 quilômetros (8,1 mi) do distrito Shaheed Bhagat Singh Nagas e 87 quilômetros (54 mi) da capital do estado, Chandigarh. A aldeia, assim como as demais indianas, é governada por um sarpanch, eleito democraticamente pela maioria da população residente no assentamento.

## Demografia
Segundo o relatório publicado pelo Censo da Índia de 2011, a aldeia Garhi Fateh Khan é composta por um total de 170 casas e a população total é de 887 habitantes, dos quais 467 são do sexo masculino e 420, do sexo feminino. O nível de alfabetização da aldeia é 82.38% maior que a média do estado, a qual é de 75.84%.
Conforme constatação do Censo, 261 pessoas exercem seu trabalho fora da aldeia; dessas, 239 são homens e 22 são mulheres. O levantamento do governo também consta que 98.85% dos trabalhadores ocupam um serviço como trabalho formal e único, enquanto os outros 1.15% estão envolvidos em atividades marginais, trabalhando como meio de subsistência em diferentes lugares em menos de seis meses.

## Educação
Na aldeia, não há nenhuma escola, e os estudantes precisam ir a outras aldeias para estudar; muitas dessas aldeias estão distantes por dez quilômetros. Nas proximidades, destaca-se o Instituto Indiano de Tecnologia (IITs) a 14 quilômetros e a Lovely Professional University a 58 quilômetros. Outras instituições de ensino também representam papel importante na região: Colégio KC e Colégio Doaba Khalsa.

## Transporte
A estação de trem mais próxima de Garhi Fateh Khan é Nawanshahr; no entanto, a estação principal, Garhshankar, está a 24,8 quilômetros (15,4 mi) de distância. O aeroporto mais perto é Sahnewal, localizado a 45,2 quilômetros, e o aeroporto internacional mais próximo é o Sri Guru Ram Dass Jee, a 168 quilômetros.